# Vicente de Paul Andrade
Vicente de Paul Andrade (Città del Messico, 1844 – 1915) è stato un missionario messicano.
Missionario di San Vincenzo de'Paoli, compose 80 libri e 400 articoli, oltre che un saggio comprendente 1228 commenti a opere messicane.